# Барацето (Удине)
Барацето је насеље у Италији у округу Удине, региону Фурланија-Јулијска крајина.
Према процени из 2011. у насељу је живело 274 становника. Насеље се налази на надморској висини од 97 м.